# Shauna Grant
Shauna Grant (* 30. Mai 1963 in Bellflower, Kalifornien, als Colleen Marie Applegate; † 21. März 1984 in Palm Springs (Kalifornien)) war eine US-amerikanische Pornodarstellerin, die zwischen 1982 und 1984 in etwa 30 Filmen auftrat. Sie gilt als der erste Star der Pornobranche, der sich selbst das Leben nahm.

## Leben

### Jugend
Colleen Applegate wuchs zunächst in Bellflower auf. Ihre Eltern bekamen nach ihr noch einen Jungen und drei weitere Mädchen und erzogen ihre fünf Kinder nach eigener Darstellung relativ streng. 1973 zog die Familie wegen eines Jobwechsels des Vaters nach Farmington (Minnesota), einer kleinen Gemeinde mit damals 3500 Einwohnern 25 Meilen südlich von Minneapolis. Applegate trat als Cheerleader für die Farmington High School auf. In ihrem letzten Jahr an der Schule verwandelte sie sich von einem braven Mädchen in einen launischen, widerspenstigen Teenager. Sie lernte den 19-jährigen Mike Marcell kennen, begann zu trinken und Marihuana zu rauchen. Nach dem Schulabschluss arbeitete sie zunächst als Kassiererin, dann als Büroangestellte für die Telefongesellschaft, in der ihr Vater tätig war. 1981 beging sie einen erfolglosen Selbstmordversuch. Sie besuchte danach mit ihrer Mutter Karen und ihrem Vater mindestens einmal eine psychologische Beratungsstelle. Nachdem die Nachricht von ihrem Suizidversuch sich allmählich im Ort herumsprach, verließ sie im März 1982 ihre Familie und zog zusammen mit Marcell nach Los Angeles.

### Pornokarriere
Nach einem ersten Monat, in dem sich die beiden nur mit Gelegenheitsjobs über Wasser hielten, fiel Marcell eine Kleinanzeige der World Modeling Agency in Van Nuys, einem Stadtteil von Los Angeles, in die Hände. Diese suchte attraktive neue Modelle für „figure modeling“. Applegate besuchte in Begleitung von Marcell den Agenturinhaber Jim South, der sogleich einen Fototermin mit dem bekannten, unter anderem für Penthouse tätigen Fotografen J. Stephen Hicks organisierte.
Hicks sagte im Rückblick über Applegates Erscheinung und Charakter: „Ich arbeite mit vielen jungen Girls zusammen, auch solchen vom Land und solchen, die neu im Business sind. Aber Colleen war so unglaublich jung und naiv. Sie war völlig un-hip und untypisch für L. A.“ Applegate stand der Nacktfotografie anfangs eher skeptisch gegenüber. Allerdings war sie mit ihrem Freund in Geldnöten, weil Marcell ebenfalls noch keine dauerhafte Arbeit gefunden hatte, und akzeptierte deshalb angesichts der guten Bezahlung von 100 Dollar pro Tag. Daraus resultierte eine erste Veröffentlichung im Magazin Club.
Applegates Verhältnis zu Marcell zerbrach spätestens, als er zwei Monate nach ihrer Ankunft in Kalifornien zur US-Army ging. Vor seiner Einberufung verbreitete er die Nachricht von ihren pornografischen Aktivitäten in Farmington, was ihre Familie in arge Verlegenheit brachte.
Applegates unverbrauchte „girl next door“-Ausstrahlung verschaffte ihr in der Folge schnell weitere Auftritte in Magazinen wie Hustler und Penthouse. Hicks hatte Applegate nach seiner Darstellung geraten, schnell mit dem Nackt-Modeln aufzuhören, weil er die Gefahr sah, dass sie nach einer kurzen Zeit des Erfolgs von den Zeitschriften links liegen gelassen und dann in die Hardcore-Filmbranche abrutschen würde. Nur kurz darauf begann Applegate jedoch mit Hardcore-Fotoaufnahmen für Suze Randall. Trotz Hicks Ratschlag arbeitete sie auch weiter für die World Modeling Agency, wo sie den erfahrenen Porno-Produzenten Bobby Hollander traf. Hollander begann eine Kurzbeziehung mit Applegate, schlug den nach seinem Gefühl „klassischen“ Künstlernamen Shauna Grant vor und brachte ihre Filmkarriere ins Rollen.
Applegate stieg schnell zu einem Star der Szene auf und verdiente nun 1500 bis 2000 Dollar pro Tag. Sie spielte oft in Filmen mit, die eine für Pornostreifen relativ komplexe Handlung hatten. Ein Highlight ihrer Karriere ist der Film Suzie Superstar, wo sie die Lead-Sängerin einer Rockband darstellt.
Ihr Alltagsleben spielte sich danach vorwiegend in großen Limousinen und First-Class-Hotels ab. Sie erkrankte an Herpes. Eine ungewollte Schwangerschaft brach sie ab. Sie verfügte über eine eigene Maskenbildnerin, die damals 25-jährige Laurie Smith, die in mehreren ihrer Filme (Suzie Superstar, The Young Like It Hot und Bad Girls 4) und in einem Fotoset von Suze Randall auch selbst als Pornodarstellerin auftrat. Smith wurde zu Applegates engster Freundin – und Begleiterin bei Kokain-Partys.

### Rückzug aus dem Pornogeschäft
Applegate war aufgrund ihres aufwändigen Lebenswandels und ihres Kokainkonsums auf das Geld aus ihren Pornoproduktionen angewiesen, verabscheute aber gleichzeitig das Business und von ihr verlangte Darbietungen. Sie hatte deshalb den Ruf, in Sex-Szenen nur mit wenig Enthusiasmus zu agieren.
Durch Hollander war Applegate in Kontakt mit dem damals 44-jährigen Jack „Jake“ Ehrlich gekommen, der ihr neuer Freund wurde. Ehrlich verdiente seinen Lebensunterhalt durch Kokainverkauf an die Bewohner gehobener Eigentumswohnungen in der Nähe seines Hauses in Palm Springs. Er hatte eine beachtliche Zahl von Haftstrafen hinter sich, zum Teil wegen Rauschgifthandels und des Besitzes von Diebesgut.
Ehrlich veranlasste Applegate 1983, aus dem Pornogeschäft auszusteigen, und die beiden ließen sich in Palm Springs nieder. In einem Interview gab sie als Grund für ihren Rückzug an, sie sei nicht reif für Analsex gewesen. Außerdem lehnte sie lesbische Szenen (die sie allerdings bereits gedreht hatte) ab. Ehrlich war Inhaber der Lederwaren-Handlung Pelle in der Innenstadt von Palm Springs, und Applegate begann, dort das Geschäft zu führen.
Nach Untersuchungen der Fernsehsendung Frontline, die den Fall mehrere Jahre nach Applegates Tod beleuchtete, hatte diese, während sie noch mit Ehrlich zusammen wohnte, ein Verhältnis mit einem Politikstudenten der University of Minnesota und wollte diesen nach Aussagen gegenüber ihren Freundinnen aus High-School-Tagen auch heiraten.
Im Februar 1984 wurde Ehrlich, der noch unter Bewährung stand, verhaftet und wegen Besitzes mehrerer Pfund Kokain zu einer 5-jährigen Freiheitsstrafe verurteilt, die er in der State Institution for Men in Chino (Kalifornien) abzusitzen begann. Applegate war verzweifelt, denn mit Ehrlich verlor sie den einfachen Zugang zu Geld und Drogen. Bei der 8th Annual Adult Film Association Awards Show der AFAA im Cocoanut Grove Ambassador Hotel in Los Angeles am 14. März war sie in drei Kategorien nominiert. Obwohl ihr Wunsch nach Auftritten in Mainstream-Filmen sich nicht erfüllte, war sie immerhin so bekannt, dass an diesem Abend der Regisseur Francis Ford Coppola an ihren Tisch platziert wurde. An diesem Abend war es auch, dass sie sich angesichts ihrer vorhersehbaren finanziellen Probleme bereit erklärte, erstmals nach 10 Monaten wieder in einem Pornofilm mitzuspielen. Die Dreharbeiten zu Matinee Idol sollten am 22. März in San Francisco beginnen.
Wenige Tage später besuchte sie ihr Freund aus Minnesota in Kalifornien. Allerdings hätten Applegate und Laurie Smith ihn nach einer zweitägigen Drogenparty fast vergessen und konnten ihn mangels Fahrgelegenheit nicht vom Flughafen in Los Angeles abholen. Am selben Tag rief Ehrlich sie aus dem Gefängnis an und teilte ihr mit, dass ihre Beziehung beendet sei und sie aus seiner Wohnung ausziehen solle.
Applegate überredete ihre Freundin und langjährige Pornodarstellerin Kelly Nichols, die für sie vorgesehene Rolle in Matinee Idol zu übernehmen. Ihre Eltern wollten sie überzeugen, auf ihre Kosten ein College in Minnesota zu besuchen, aber sie befürchtete, sich in ihrem Elternhaus nicht mehr wohl zu fühlen, und lehnte deshalb schließlich ab.

### Tod
Am 21. März 1984, kurz nach 19 Uhr Ortszeit, schloss Applegate sich im Schlafzimmer von Ehrlichs Wohnung in Palm Springs ein und schoss sich mit seinem unter dem Bett aufbewahrtem Gewehr in den Kopf. Ihre Freundin Brenda Rosenow, die mit Ehrlichs Freund Cal Ardigo gerade in einem anderen Raum des Hauses Pool-Billard spielte, alarmierte sofort den Krankenwagen, und Applegate wurde ins Desert Hospital eingeliefert. Dort stellte man jedoch fest, dass sie bereits hirntot war. Applegates restliche Körperfunktionen wurden bis zum Besuch ihrer Mutter, die erst von Farmington nach Kalifornien fliegen musste, künstlich aufrechterhalten, ehe am 23. März um 19:05 Uhr die Geräte abgestellt wurden. Applegate wurde am 28. März auf dem St. Michael’s Cemetery in Empire nahe Farmington nach katholischem Ritus bestattet.

## Auszeichnung
- XRCO Award Hall of Fame (Aufnahme im Jahr 1998)[3]

## Erwähnungen in sonstigen Medien
- Applegates Karriere und Tod waren Grundlage des fiktionalen Fernsehfilms Shattered Innocence, der allerdings nur wenig mit ihrem wahren Leben zu tun hatte. Ihre Eltern finanzierten mit den Einnahmen aus dem Rechteverkauf Applegates Grabstein, kritisierten allerdings die im Film gegebene Darstellung der Pornobranche als ein Business wie jedes andere.
- Der Musiker Klaus Flouride widmete Applegate den Song Dancing with Shauna Grant von seinem 1991 veröffentlichten Album The Light Is Flickering. Der Song erwähnt auch die Grant-Filme Virginia und Suzie Superstar.
- Die Death-Metal-Band Ripping Corpse widmete Applegate den Song Deeper Demons von ihrem 1991 veröffentlichten Album Dreaming with the Dead.
- Die Christian-Metal-Band Mastedon widmete Applegate auf ihrem Debütalbum It's a Jungle Out There! den Song Innocent Girl. Der Text dazu stammt von John Elefante (früher Sänger bei Kansas) und dessen Bruder Dino.

## Fernsehdokumentationen
- Hard Copy, Folge Shauna Grant, 18. Juni 1990
- Frontline, Folge Death of a Porn Queen, 6. August 1987 (ursprünglich als Lokalbericht für den Sender WCCO-TV in Minneapolis-St. Paul produziert), Reporter Al Austin, Produzent Andy Greenspan

## Filmografie (Auswahl)
- 1982: Personal Touch 1
- 1983: Glitter
- 1983: Dreams Of Pleasure
- 1983: All American Girls 2: In Heat
- 1983: Private Schoolgirls
- 1983: Suburban Lust
- 1983: Suzie Superstar 1
- 1983: Valley Vixens
- 1984: Shauna Grant Superstar
- 1985: Shauna Every Man's Fantasy